# Lisa Fischer
Lisa Fischer, née le 1er décembre 1958 à New York (États-Unis), est une auteure compositrice interprète américaine. Elle est devenue célèbre grâce à son premier album So Intense, en 1991. Cet album comporte le single How can I ease the pain qui a obtenu un Grammy Awards de la meilleure chanson Rhythm & Blues en 1991. Elle a été chanteuse choriste pour un certain nombre d'artistes célèbres au début de sa carrière, dont Sting, Luther Vandross et Tina Turner, et elle est partie en tournée avec The Rolling Stones de 1989 à 2015.

## Biographie
Lisa Fischer est née dans le quartier de Fort Greene dans l'arrondissement de Brooklyn, à New York. Sa mère n’avait que 16 ans quand elle est née, et 19 ans lorsque naissent ses deux petits frères. Pendant une période de son enfance, Fischer et sa famille ne subsistent que grâce aux aides sociales et à la soupe populaire. Fischer étudie à la High School Music and Art à Manhattan. Son père, travailleur manuel et agent de sécurité, quitte la maison quand elle a 14 ans, et sa mère décède quand elle en a 17.
Dans une interview avec Christian Wikane dans PopMatters, Fischer a déclaré qu'elle a été influencée notamment par Freda Payne, Marvin Gaye et Melba Moore dans son enfance. Elle a également été influencée par la communauté LGBT avant de lancer sa carrière solo. Elle a décrit son expérience de la scène comme une aventure, « qui avait à la fois qualité et beauté ».

### 1983-1989:Xenaet Les Rolling Stones
En 1983, sous le nom de scène Xēna, Fischer sort le single de freestyle On the Upside, dans le plus pur style b-boy. En 1984, son titre Only Love (Shadows) peut s'entendre brièvement dans le film Beat Street, et a ensuite fait partie de la compilation Hot Production sortie en 1995 et appelé « The Best of Criminal Records». Fischer commence cependant sa carrière musicale en épaulant d'autres artistes ou en étant choriste pour les artistes, comme Melba Moore et Billy Ocean. Elle a travaillé avec de nombreux autres chanteurs célèbres, à la fois comme une chanteuse de studio et comme accompagnatrice. Elle a accompagné Luther Vandross qu'elle a rencontré grâce leur connaissance commune, le chorégraphe Bruce Wallace, qui lui a ensuite demandé de venir à son agence pour auditionner. Fischer a ensuite voyagé à ses côtés comme choriste dans ses tournées et a chanté sur ses albums jusqu'à sa mort, en plus d'autres musiciens célèbres, comme Chaka Khan, Teddy Pendergrass, et Roberta Flack.
Fischer a continué sa carrière en tant que musicienne de studio et a continué à accompagner Les Rolling Stones sur chacune de leurs tournées depuis 1989. Elle a travaillé comme choriste pour Luther Vandross à la même période pendant les 22 dernières années de sa vie en ayant à partager son temps entre ses tournées et celles des Rolling Stones. Le public s'est intéressé de plus en plus à elle, puisqu'elle a joué en duo avec Mick Jagger sur scène de plus en plus fréquemment. Il y a des chansons qui sont devenus des grands classiques au cours des tournées avec les Rolling Stones où elle a la voix principale, y compris Monkey Man, et Gimme Shelter, qui mettent en valeur ses talents vocaux et sont souvent sur les setlists lors de leurs concerts.

### 1990-1994:So Intense
La carrière solo de Fischer a culminé avec la sortie en 1991 de How Can I Ease the Pain de son album So Intense, qui a atteint le numéro un sur les charts R&B et lui a valu un Grammy Award de la meilleure prestation R&B féminine en 1992. L'album est entré dans trois Top 20 de tubes R&B et a culminé à la 5e place dans le classement Top R&B/Hip-Hop Albums et n°100 du classement Billboard 200. Quand on l'a interrogé sur ce qui l'avait inspiré pour son album, Fischer a répondu : « Je n'étais pas profondément dans la recherche d'un contrat d'enregistrement, ça s'est juste fait naturellement. ». Dans le film Twenty feet from Stardom, le Grammy Award de Ficher pour son tube single prend la poussière sur une étagère. Fischer a dit qu'elle « ne savait tout simplement pas quoi faire avec ». Bien que Fischer ait trouvé le succès avec son premier album, l'album solo en studio qui a suivi n'est jamais sorti puisque la tentative de créer un deuxième album avait échoué en raison de « changements d'énergie ».
Cependant, Fischer a continué à enregistrer de la musique sur divers projets, y compris en fournissant la voix principale sur la power ballad Colors of Love qui a été présenté sur la bande sone du film Made in America. Fischer a déclaré qu'un facteur déterminant dans sa décision de mettre fin à sa carrière solo après la sortie de son premier album était sa préférence pour son travail de choriste plutôt que son travail en tant qu'artiste solo. Dans un article récent, Fischer a comparé la fait d'être une choriste au fait d'être un « diapason »; et a noté qu'elle a rejeté l'idée qu'un-e artiste devait toujours être insatisfait-e et aspirer à toujours devenir meilleur-e et qu'elle aimait tout simplement faire de la musique et de soutenir d'autres artistes. En 1992, Fischer a voyagé au Japon pour effectuer dans le concert Earth Voice avec Lee Ritenour, Phil Perry, Bobby Caldwell, Brenda Russell, James Ingram, Michael McDonald, Anita Baker, et d'autres. Pendant le concert, elle a chanté son tube R&B de 1991 How Can I Ease The Pain et a également fourni des chœurs pour ses amis musiciens.

### 1996: Théâtre
En août 1996, Fischer a fait ses débuts au théâtre dans la pièce off-Broadway Born to Sing! qui raconte la vie et la carrière de la superstar du Gospel superstar, Doris Hiver. Le dernier épisode de la trilogie Mama, I want to Sing! avec Fischer dans le rôle titre de Doris Hiver et qui suivait ce personnage alors qu'elle formait un groupe de ses camarades chanteurs pour la tournée internationale World Peace and Harmony Tour.

### 1996-2013: Choriste

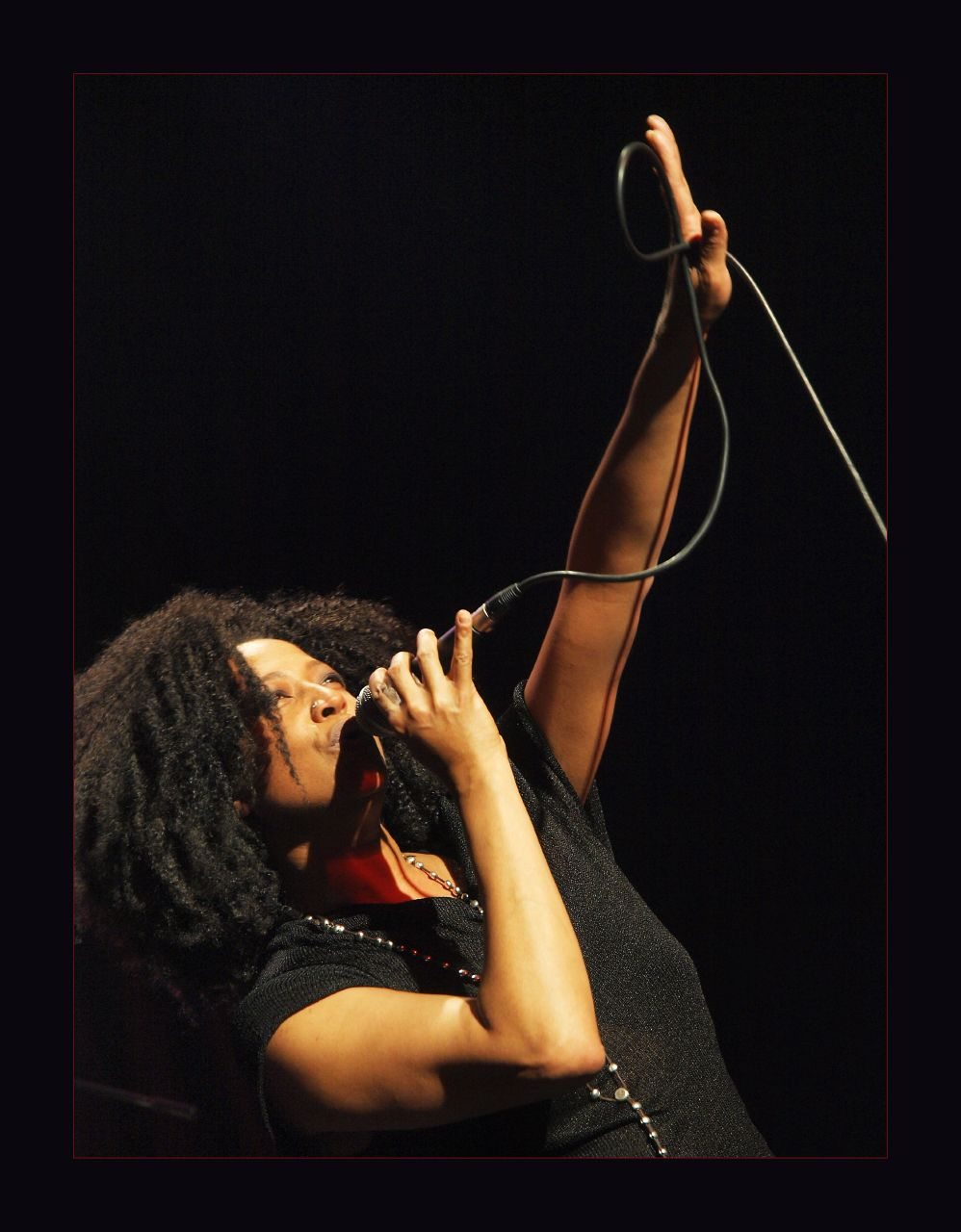
Fischer en train de chanter en 2008

Lisa Fischer a continué à travailler comme choriste et en étant aussi autrice-compositrice pour des artistes comme Anane Vega. Elle est partie en tournée avec Tina Turner sur sa tournée Twenty Four Seven Tour (en). C'est la tournée qui a engrangé le plus de recettes dans le monde en l'an 2000. Elle a continué à chanter comme choriste pour Tina Turner et The Rolling Stones ainsi que de composer des chansons pour elle-même et de nouveaux artistes. Lisa était en vedette le 14 avril 2008, dans une partie de l'émission de Jet Magazine « Que Sont-Ils Devenus? ». En 2009, elle a terminé sa tournée avec Tina Turner sur son Tina!: 50e Anniversary Tour et elle participe au nouveau DVD live-CD de Turner intitulé Tina Live. Pendant le concert de la tournée Tina!: 50e Anniversary, en 2009, Fischer et Turner chantent ensemble It's Only Rock 'n Roll (But I Like It), et après que Turner quitte la scène, Fischer se charge de terminer la chanson en solo.
Fischer a chanté sur l'album de Sting, If on a Winter's Night... en tant que choriste. En septembre 2009, Sting et son groupe, en plus de Fischer, a chanté des chansons en live dans la Cathédrale de Durham. Les répétitions ainsi que les concerts ont été filmés et sont sortis sous forme de DVD. Le documentaire filmant les coulisses autour de l'événement produit conjointement par la BBC et a été projeté le 29 décembre de cette année. Elle est apparue lors du Newport Jazz Festival en 2010, où elle a été en vedette avec trompettiste de jazz Chris Botti. Elle a continué à faire des tournées avec Botti en 2010, notamment en apparaissant tous les soirs comme chanteuse invitée pendant la performance annuelle du trompettiste au Club de Jazz Blue Note à New York. Elle est restée une artiste invitéz avec le groupe de Botti en 2011 et a continué à apparaître à concert de 2012.
En 2012, elle a accompagné les Rolling Stones pour leur Tournée 50 & Counting Tournée qui a débuté en octobre 2012 et a été en tournée internationale jusqu'en juillet 2013. Le groupe a annoncé qu'il y aura une deuxième itération la tournée 14 on FIRE. Elle était censée commencer au mois de février, et ils seraient en tournée au Moyen-Orient, en Asie et en Europe à l'été 2014, et de l'Australie à l'automne 2014.
En 2013, Fischer a accompagné le groupe de rock Nine Inch Nails en tant que choriste pour leur Tension 2013 tour,.

### 2013-2014:20 Feet from Stardom

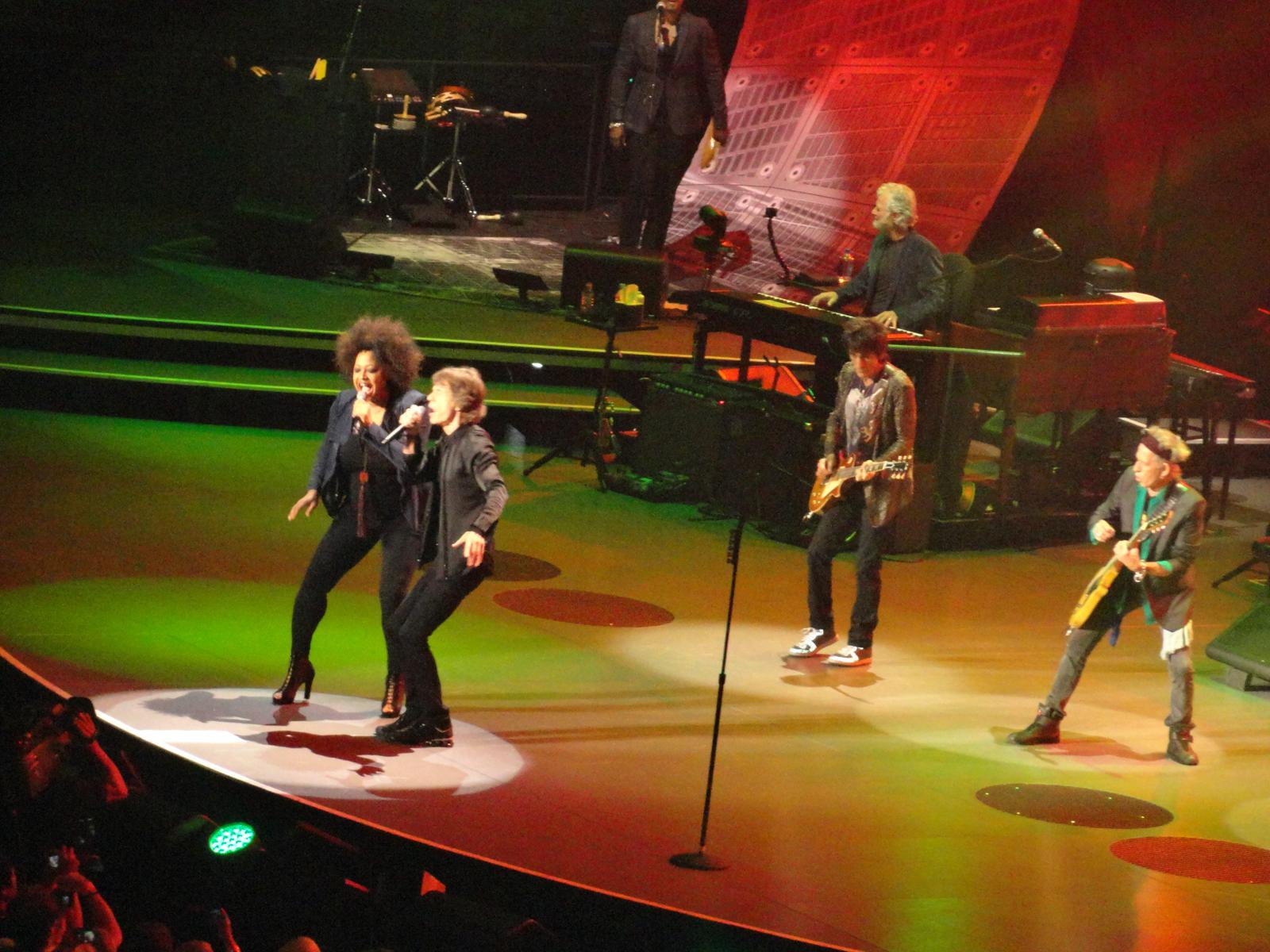
Fischer chantant avec Jagger et Les Rolling Stones lors de leur Fifty and Counting tour, à Boston, Mass., juin 12, 2013

Fischer est l'un des artistes principales du film documentaire oscarisé Twenty Feet from Stardom (2013), qui a été présentée en avant-première au Festival du Film de Sundance et est sorti le 21 juin 2013. Le documentaire met en valeur les femmes non-blanches choristes souvent méconnues, en racontant leur histoire orale par des artistes comme Merry Clayton et Darlene Love et leurs expériences au sein de l'industrie Américaine de la musique. Le film a également remporté le 2015 Grammy Award de la Meilleure Musique de Film, avec le prix qui leur a été attribué à chacune d'elles en plus de l'équipe de production.
En 2014, Fischer a réuni beaucoup de choristes dans 20 Feet From Stardom dont Darlene Love, Merry Clayton, et Judith Hill pour chanter l'hymne national lors de la 100e Rose Bowl à Pasadena, en Californie.

### Depuis 2014: Carrière Solo

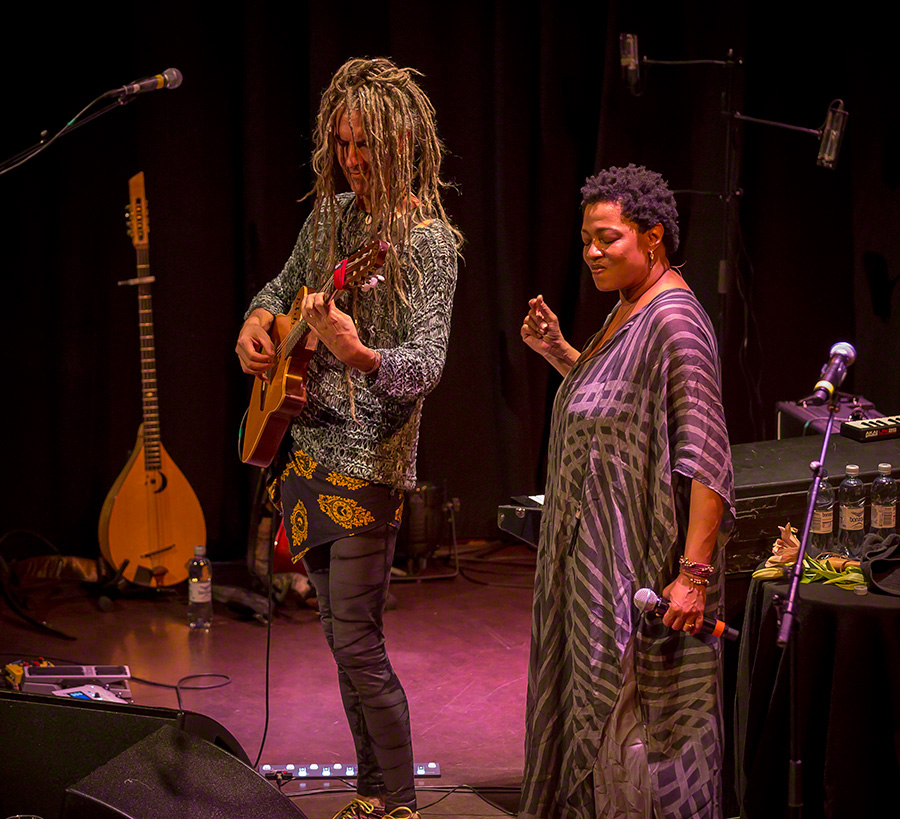
Fischer scène avec JC Maillard en 2016

En 2014, Fischer a commencé sa tournée en solo accompagnée de son groupe de choristes, le trio Grand Baton; et, ensemble, ils ont joué aux États-Unis, au Canada, en Europe, Asie, Australie et en Nouvelle-Zélande,,,. La même année, il a été annoncé que Fischer allait collaborer avec l'artiste Billy Childs sur un projet de studio, pour rendre hommage à la vie et l'œuvre de Laura Nyro. Lors de son retour à sa carrière solo, après avoir chanté pour de grands artistes et de grands groupes de musique, en 2015, Lisa Fischer a également joué à guichets fermés pour six concerts consécutifs, au Jazz Standard dans la Ville de New York.
Fischer s'est également impliquée dans différentes formes de danse tout au long de sa carrière. En 2015, elle et son directeur musical (le compositeur, arrangeur et pianiste JC Maillard), ont collaboré avec le chorégraphe Alonzo King pour créer le titre mélangeant musique et danse intitulée The Propelled Heart pour l' Alonzo King LINES Ballet. La première de The Propelled Heart a eu lieu au Yerba Buena Center for the Arts à San Francisco le 6 novembre 2015. En septembre 2017, Fischer a repris son rôle dans The Propelled Heart au Kwai Tsing Théâtre de Hong Kong et le programme est aussi retourné au SF Bay Area Yerba Buena Center for the Arts en novembre 2017 en l'honneur du 35e Anniversaire de LIGNES de Ballet.
En plus de sa collaboration avec King, Fischer a continué à travailler avec de nombreux musiciens et artistes au cours de ces dernières années. En 2016, elle a fourni des performances vocales sur trois projets nommés aux Grammy awards, y compris Louie Vega starring...XXVIII avec Louie Vega et les Elements of Life; Sing me Home avec Yo-Yo Ma, Le Silkroad, et Gregory Porter; ainsi que New York Rhapsody avec Lang Lang et Jeffrey Wright. En février 2018, les performances vocales de Fischer performances vocales diffusées dans le film HBO LNotes from the Field qui a été écrit et produit par la dramaturge Anna Deavere Smith.
Fischer et Grand Baton , en partenariat avec l'Orchestre Symphonique de Seattle se sont associés pour créer pour un nouveau programme musical intitulé Just A Kiss Away en février 2018, dans lequel la musique rock des grands classiques tels que Gimme Shelter des Rolling Stones ont été recréés en version orchestrale.

## Discographie
| Titre                                                                                     | Détails de l'Album | Pic Graphique Des Positions | Pic Graphique Des Positions |
| Titre                                                                                     | Détails de l'Album | US                          | US R&B                      |
| ----------------------------------------------------------------------------------------- | --- | --------------------------- | --------------------------- |
| So Intense                                                                                | - Date De Sortie: 9 avril 1991 - Label: Elektra Records - Formats disponibles: CD, LP, cd et Cassettes, Téléchargement Numérique | 100                         | 5                           |
| "—" désigne les éléments qui n'ont pas été publiés dans le pays ou l'échec du classement. | |                             |                             |

## Tournées
| Année(s)     | Tour                                    | Artiste(s)                 | Rôle        |
| ------------ | --------------------------------------- | -------------------------- | ----------- |
| 1985         | I Feel for You Tour                     | Chaka Khan                 | Choriste    |
| 1985 - 1986  | The Night I Fell in Love Tour           | Luther Vandross            | Choriste    |
| 1987         | Give Me the Reason Tour                 | Luther Vandross            | Choriste    |
| 1988         | Any Love World Tour                     | Luther Vandross            | Choriste    |
| 1989 - 1990  | Steel Wheels/Urban Jungle Tour          | The Rolling Stones         | Choriste    |
| 1990         | Best of Love Tour                       | Luther Vandross            | Choriste    |
| 1991         | The Power of Love Tour                  | Luther Vandross            | Choriste    |
| 1993 - 1994  | Never Let Me Go World Tour              | Luther Vandross            | Choriste    |
| 1994 - 1995  | Voodoo Lounge Tour                      | The Rolling Stones         | Choriste    |
| 1997         | Your Secret Love World Tour             | Luther Vandross            | Choriste    |
| 1997 - 1998  | Bridges to Babylon Tour                 | The Rolling Stones         | Choriste    |
| 1999         | No Security Tour                        | The Rolling Stones         | Choriste    |
| 2000         | Twenty Four Seven Tour                  | Tina Turner                | Choriste    |
| 2001 - 2002  | Take You Out Tour                       | Luther Vandross            | Choriste    |
| 2002         | BK Got Soul Tour                        | Luther Vandross            | Choriste    |
| 2002 - 2003  | Licks Tour                              | The Rolling Stones         | Choriste    |
| 2005 - 2007  | A Bigger Bang Tour                      | The Rolling Stones         | Choriste    |
| 2008 - 2009  | Tina!: 50th Anniversary Tour            | Tina Turner                | Choriste    |
| 2010 - 2012  | Chris Botti Tour                        | Chris Botti                | Choriste    |
| 2012 - 2013  | 50 & Counting Tour                      | The Rolling Stones         | Choriste    |
| 2013         | Louie Vega & The Elements of Life (EOL) | Louie Vega                 | Front Woman |
| 2013         | Tension 2013                            | Nine Inch Nails            | Choriste    |
| 2014         | 14 On Fire Tour                         | The Rolling Stones         | Choriste    |
| 2014–Present | Ms. Lisa Fischer & Grand Baton Tour     | Lisa Fischer & Grand Baton | Front Woman |
| 2015         | Zip Code Tour                           | The Rolling Stones         | Choriste    |

## Prix et nominations
| Année | Association            | Catégorie                            | Travail                             | Résultat   |
| ----- | ---------------------- | ------------------------------------ | ----------------------------------- | ---------- |
| 1992  | Soul Train Music Award | Meilleur Nouvelle Artiste            | So Intense                          | Nomination |
| 1992  | Soul Train Music Award | Meilleur R&B/Soul Single Femme       | How Can I Ease The Pain             | Lauréat    |
| 1992  | Soul Train Music Award | Meilleur R&B/Soul De L'Album – Femme | So Intense                          | Nomination |
| 1992  | Grammy Award           | Meilleur interprète R&B féminine     | How can I ease the Pain             | Lauréat    |
| 1992  | Grammy Award           | Meilleure Chanson R&B                | Comment puis-je soulager la douleur | Nomination |
| 2014  | Grammy Award           | Meilleure Musique De Film            | 20 Feet from Stardom                | Lauréat    |

## Filmographie
| Année | Film                                                          | Genre        | Rôle                     |
| ----- | ------------------------------------------------------------- | ------------ | ------------------------ |
| 2008  | Shine a Light (film)                                          | Documentaire | Elle-même                |
| 2013  | 20 Feet from Stardom                                          | Documentaire | Elle-même                |
| 2017  | Every Night’s a Saturday Night                                | Documentaire | Elle-même                |
| 2017  | Les Rolling Stones: Sticky Fingers live au Fonda Theatre 2015 | Documentaire | Elle-même                |
| 2018  | La Note from the Field                                        | Téléfilm     | Interprète & Compositeur |

## Théâtre
| Année | Show          | Rôle        | Notes                                         |
| ----- | ------------- | ----------- | --------------------------------------------- |
| 1996  | Born to Sing! | Doris Hiver | Union Square Theatre Août 1996 – Janvier 1997 |